# NGC 1868
NGC 1868 هي مجرة تتبع كوكبة أبو سيف. اكتشفها جون هيرشل في 30 نوفمبر 1834.

## روابط خارجية
- NGC 1868 على موقع ويكي سكاي: DSS2, SDSS, GALEX, IRAS, Hydrogen α, X-Ray, Astrophoto, Sky Map, Articles and images